# Дмитриевское (Кузнечихинское сельское поселение)
Дмитриевское — деревня в Ярославском районе Ярославской области. Входит в состав Кузнечихинского сельского поселения.

## География
Находится в восточной части Ярославской области на расстоянии приблизительно 16 км на север-северо-запад по прямой от станции Филино на левом берегу речки Ить.

## История
Деревня была отмечена еще на карте 1798 года. В 1859 году здесь (тогда деревня Романово-Борисоглебского уезда Ярославской губернии) был учтен 1 двор, в 1898 — 1.

## Население
Численность населения: 17 человек (1859 год), 5 (русские 100 %) в 2002 году, 4 в 2010.